# Cronofilia
Cronofilia es el término creado por el psicólogo John Money para describir diferentes preferencias sexuales catalogadas como parafilia en la que el rango de edad o estado de vida se convierten en un propósito de la atracción sexual. La cronofilia es definida como una de un grupo de parafilias estigmáticas en que la edad sexo-erótica del parafílico no concuerda con su verdadera edad cronológica y es concordante con la edad del individuo

## Etimología
El término cronofilia fue acuñado por John Money, derivado de las raíces griegas -χρόνος (tiempo, relacionado con el personaje de la mitología griega que personificaba el tiempo: Chronos) y -φιλία (amor, usado normalmente para referirse a las desviaciones de la conducta sexual). El término en la actualidad es raramente usado.

## Preferencias sexuales según rangos de edad
Se pueden catalogar diferentes tipos de cronofilia que describen diferentes preferencias sexuales o desviaciones del comportamiento sexual dentro de un gran espectro sociológico de personas de diferente género, de diferente orientación sexual, también dentro diferentes rangos de edades del individuo, diferentes extractos de población, de diferente poder adquisitivo y una gran variedad de profesiones...sin que haya una clara tendencia ni un perfil psicológico común.
- Infantofilia o Nepiofilia (atracción hacia infantes): es la atracción sexual que un adulto o adolescente experimenta hacia infantes de entre 0 a 6 años de edad. La infantofilia se cataloga a veces dentro de la pedofilia o como sinónimo de esta.

- Pedofilia o Paidofilia (atracción hacia niños): es la atracción sexual en la que un adulto o un adolescente experimenta hacia niños de entre 6 a 9-10 años de edad[4][5]

- Hebefilia (atracción hacia preadolescentes) es la atracción sexual que un adulto experimenta atracción sexual hacia preadolescentes que se encuentran en las primeras fases del desarrollo de la pubertad, normalmente entre los 10-11 a los 13-14 años de edad.

- Efebofilia (atracción hacia adolescentes) es la atracción sexual que un adulto experimenta hacia adolescentes que se encuentren en la etapa media y final del desarrollo de la pubertad, normalmente entre los 14-15 a los 17 años de edad.[6]

- Teleiofilia (atracción hacia adultos) es la atracción sexual que una persona de cualquier edad experimenta hacia personas en su etapa adulta.[7] El término es normalmente utilizado para reflejar el deseo sexual que experimenta un niño o un adolescente hacia un adulto,[8] relacionándose con el complejo de Edipo y el complejo de Electra. Cuando un adulto se encuentra atraído por otro, el término es determinado por el género por el cual es atraído (androfilia o ginecofilia).

- Mesofilia (atracción hacia la mediana edad) es la atracción sexual de una persona joven o adulta hacia personas de mediana edad, de alrededor de los 40 y 60 años.

- Gerontofilia (atracción hacia ancianos) es la atracción sexual de una persona joven o adulta hacia personas que atraviesan la tercera edad, el término es determinado por el género por el cual es atraído (Alfamegamia o Matronolagnia). También la gerontofilia es común en sociedades gerontocráticas.[9]